# Списак занимања и заната у Краљевини Србији
Преглед занимања и заната у Краљевини Србији је приказ најзаступљенијих занимања и заната у овој од Османлија тек ослобођеној држави с краја 19. века.
Развој занатства у Србији у 19. веку најбоље илуструју подаци из 1836. и 1900. године па се према њима може вршити поређење. Према тим подацима у Кнежевини Србији је било 1836. године око 58 различитих заната са 5.212 мајстора и 1.90 помоћника. Године 1900. године било је у Краљевини Србији 126 различитих заната са 33.476 мајстора и 21.910 помоћника.

## Групе заната
Обрадом дрветa — бави се више различитих заната: тесарски, дрводељски, качарски или пинтерски, коритарски, коларски и столарски занат. 
Обрадом метала  — бави се више различитих заната: ковачи, поткивачи, казанџије, пушкари, златари 
Обрадом коже — једним од најстаријих заната, више различитих заната: бачки, сарачки, опанчарски, обућарски, ћурчијски и сарачки занат. 

## Списак заната и занимања
| Назив занимања-заната | Порекло речи           | Опис |
| --------------------- | ---------------------- | --- |
| Абаџија, Гуњар        | турски језик           | Занатлија који израђује сукнене гуњеве, чакшире, јелеке и фермене од чохе или абе (домаћег сукна) |
| Асурџија              |                        | Занатлија који израђује асуре, простираче и торбе од меке трске или рогозине |
| Бакалин               |                        | Трговац малоколонијалном робом, намирницама и пићем |
| Баштованџија          | персијско-турски језик | Баштован, гаји и продаје поврће, мирођију и разне врсте цвећа |
| Бербер                | италијански језик      | Занатлија који се бавио бријањем и шишањем а у појединим случајевима и народном медицином |
| Бичагџија             |                        | Занатлија који израђује бичеве од коже бичакџија |
| Ножар                 |                        | Занатлија који прави и украшава ножеве |
| Бојаџија              | турски језик           | Занатлија који боји текстил, свилу, вуну, кудељу и памук |
| Болтаџија             |                        | Трговац |
| Вурунџија, Лебар,     | турски језик           | Занатлија који се бави израдом пекарских производа |
| Грнчар, Лончар        |                        | |
| Дограмаџија           |                        | Занатлија столар, дрводеља, резбар |
| Дунђер                | персијски језик        | Занатлија дрводеља, тесар и зидар |
| Казанџија             | персијско-турски језик | Занатлија који израђује казане за печење ракије, казане за кување масти и пекмеза, бакраче, котлиће, тепсије |
| Калајџија             | Турски језик           | Занатлија који врши калаисање, поцинковање и бакарисање лимова, жица и цеви |
| Калпакџија            |                        | Занатлија који прави војничке капе од лаког метала, шлемове и кациге |
| Кантарџија            | латинско-турски језик  | Занатлија који прави кантаре, секире, клешта и др. |
| Качар                 |                        | Занатлија који израђује каце и бурад |
| Ковач                 | турски језик           | Занатлија који прави металне делове за запрежна кола и клепа мотике, секире,раонице и др. |
| Кожуар, Ћурчија       |                        | Занатлија ћурчија, који прерађује и штави јагњеће и јареће коже и од њих шије бунде, капуте, гуњеве, шубаре, кожухе и сл. |
| Колар                 |                        | Занатлија који израђује коњска и волујска кола од дрвета |
| Котлар                |                        | Занатлија који оправља котлове и друге бакарне ствари |
| Кујунџија             | турски језик           | Занатлија, златар који израђује филигранске предмете од сребра и злата |
| Лицидар               |                        | Занатлија који прави колаче од брашна, медовине или шећера |
| Лимар                 |                        | Види тенећар |
| Лончар                |                        | Занатлија који израђује посуде од иловаче |
| Магазаџија            |                        | Трговац житарицама |
| Мумџија               | персијско-турски језик | Занатлија који прави свеће, лојанице и сапуне. Мумџије су припоадале једном од најстаријих и најбитнијих средњовековних хигијенских заната и били су претече воскарског заната, који датира од 12. века. Његова делатност заснивала се на произвоњи свећа („мумова”) од лоја, лојаница али и кувањем сапуна („кабаш“) за прање, па су понекад сапунџије биле и мумџије и обратно. Мумѕије су радиле до краја 19. века када је прво откривен парафин а потом и сијалица 1874. године. Тада су мумџије једним делом потпуно нестале а другим делом су се преточио у воскарски занат који се задржао до данашњих дана. |
| Мутавџија, Врећар     | персијско-турски језик | Занатлија који прави вреће, прерађује козју длаку и прави бисаге, торбе, зобнице, черге и др. |
| Налбантин             |                        | Занатлија поткивач пушкар – израђује, оправља и одржава пиштоље и пушке |
| Самарџија             | грчко-турски језик     | Занатлија који седлар, који израђује и поправља самаре, дрвена седла за товар на леђима коња |
| Сапунџија             | латинско-турски језик  | Занатлија који прави и израђује сапуне |
| Сарач                 | арапски језик          | Занатлија који израђује предмете од коже, опасаче, торбе и др. |
| Симиџија              |                        | Занатлија пекар (симит, врста малог округлог хлеба) |
| Табак                 | арапски језик          | Занатлија кожар, штави коже и израђује мешине |
| Тенећеџија            | персијско-турски језик | Занатлија који израђује посуде од белог лима |
| Терзија               | персијски језик        | Занатлија који прерађује материјал и шије од чохе, платна, кадифе, сомота и др. одећу |
| Туфегџија             |                        | Занатлија пушкар |
| Ужар                  |                        | Занатлија који израђује узице, ужад, поводнике, уларе |